# Mount Perez
Der Mount Perez ist ein 1610 m hoher Berg im Norden des ostantarktischen Viktorialands. In den Wilson Hills ragt er 10 km südwestlich der Hornblende Bluffs auf der Südseite des oberen Abschnitts des Suworow-Gletschers auf.
Das Advisory Committee on Antarctic Names benannte ihn 1964 nach Manuel J. Perez, Luftbildfotograf der United States Navy und Mitglied der Mannschaft des United States Geological Survey zur Errichtung geodätischer Kontrollpunkte zur Vermessung des Gebiets zwischen Kap Adare und den Wilson Hills zwischen 1962 und 1963.